# Point Samson
Point Samson är en ort i Australien. Den ligger i kommunen Karratha City och delstaten Western Australia, omkring 1 300 kilometer norr om delstatshuvudstaden Perth.
Trakten är glest befolkad. Närmaste större samhälle är Roebourne, omkring 16 kilometer söder om Point Samson.
Stäppklimat råder i trakten. Genomsnittlig årsnederbörd är 450 millimeter. Den regnigaste månaden är januari, med i genomsnitt 180 mm nederbörd, och den torraste är augusti, med 1 mm nederbörd.